# Медведівська сотня
Медведівська сотня — військовий підрозділ та адміністративна одиниця Чигиринського полку за часів Гетьманщини з центром у Медведівці.

## Історія
Створена 1638 року у складі Черкаського реєстрового полку. З весни 1648 року приєднана до Чигиринського полку.
За «Реєстром» 1649 р. мала 261 козаків на чолі із сотником Іваном Ручкою.
Також згадується у присяжних списках 1654 р. За час свого існування кілька разів ліквідовувалася та відновлювалася.
З 1660 р. приєднана до Черкаського полку.
Остаточно припинила існувати у 1676 році після зречення булави Петром Дорошенком.

## Населені пункти
Сотенне містечко Медведівка.

## Сотенний устрій

### Сотники
- Смитка Павло (1638 — ?)
- Ручка Іван (? — 1649 — ?)
- Бурляй Кіндрат (? — 05.06.1655 — ?)
- Опара Степан (? — 1660 — ?)

### Отамани
- Котельницький Михайло (? — 1660 — ?)

### Писарі
- Пелех Костянтин (? — 1660 — ?)